# Axel Herman Forsberg

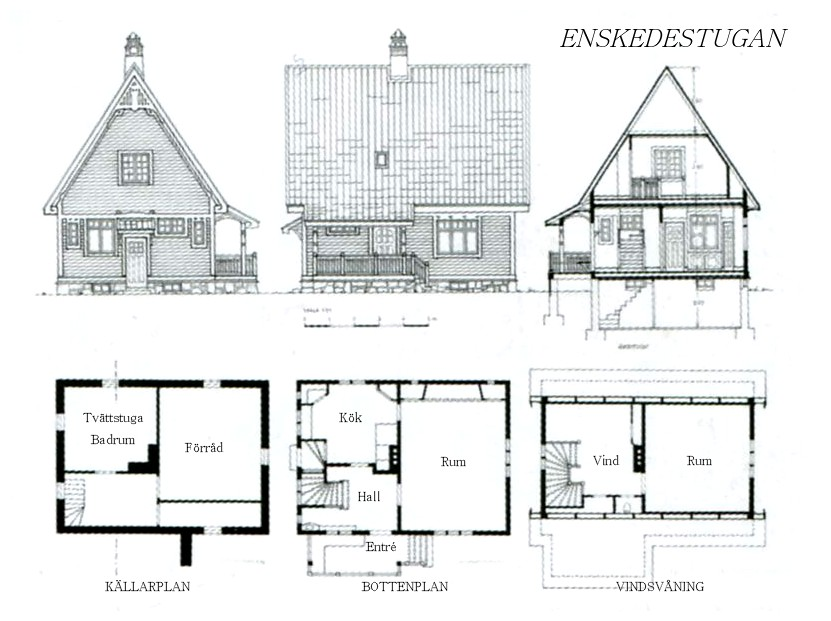
Forsbergs "Enskedestuga" från 1909.

Axel Herman Forsberg , född 9 maj 1878 i Visby, död 24 december 1913 i  Stockholm var en svensk arkitekt.

## Utbildning och verksamhet
Forsberg fick sin utbildning till arkitekt vid Kungliga Tekniska högskolan (KTH) mellan 1896 och 1901. Han var huvudsakligen sysselsatt inom villa-arkitekturens område. Han var även arkitekt bakom flertalet av Norra Lidingöbanan stationshus. De är numera rivna utom två, före detta station Hersbyholm, idag restaurang och Kvarnen, idag väntkuren på hållplats Kottla för Södra Lidingöbanan. Han begick självmord på julafton 1913.

### Enskedestugan
Ett av Forsbergs kända verk är den så kallade “Enskedestugan” i Enskede trädgårdsstad, som han ritade 1909. Enskedestugan hade brant sadeltak, täckt med tvåkupigt lertegel, faluröda fasader med liggande panel och vita detaljer. Husets yttre var gestaltat i nationalromantiska stilen. På bottenplan fanns hall, rum, kök och trappa till vinden, där man kunde anordna ytterligare ett rum. Källarplanet innehöll en tvättstuga ibland med badkar (senare oftast ombyggd till badrum) och ett förrådsutrymme. Byggnaden presenterades på Konstindustriutställningen 1909 som mönsterhus och uppfördes i ett tjugotal exemplar mellan 1909 och 1910.

## Bilder (verk i urval)

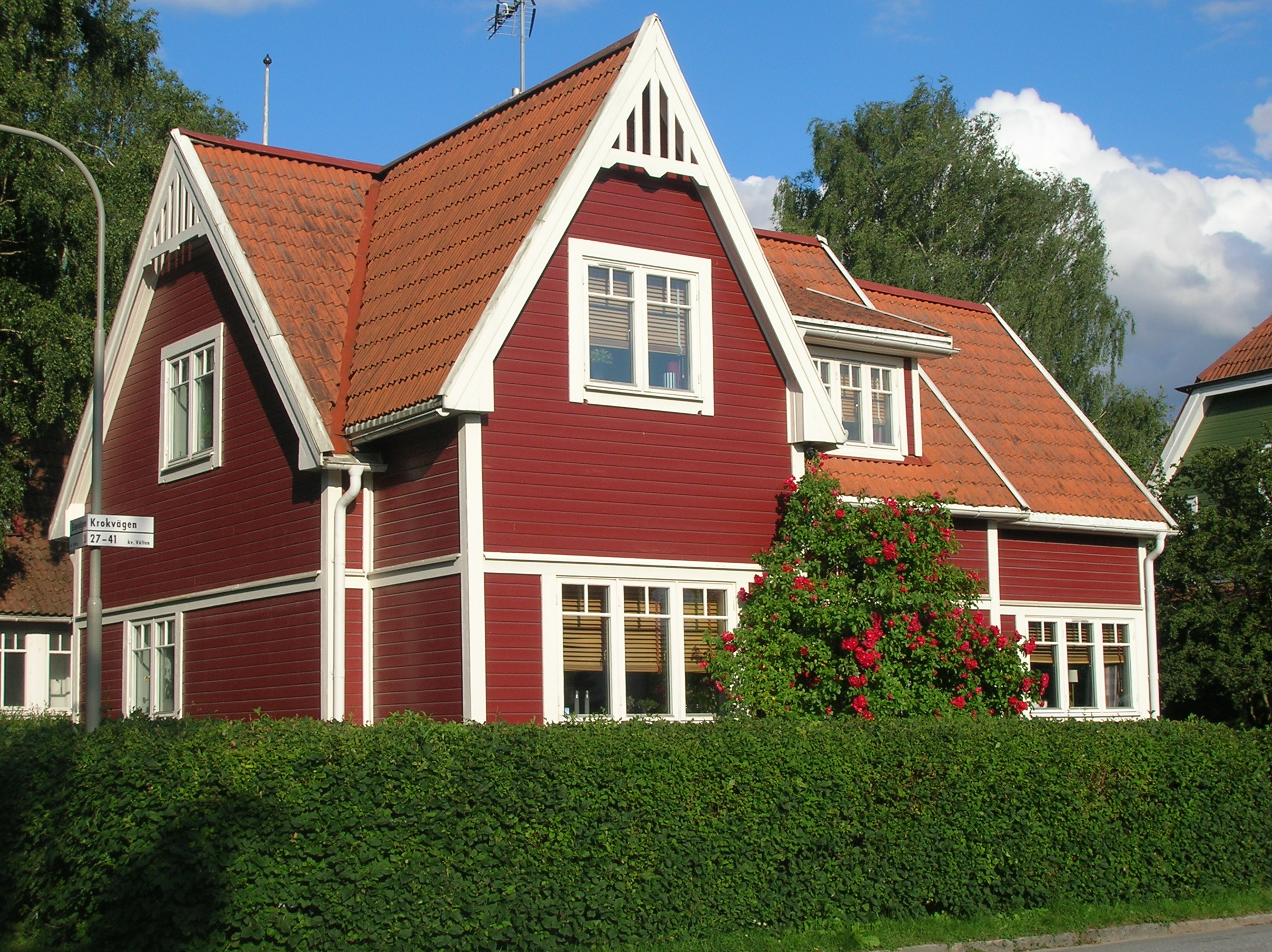
Gamla Enskede, typhus IV.
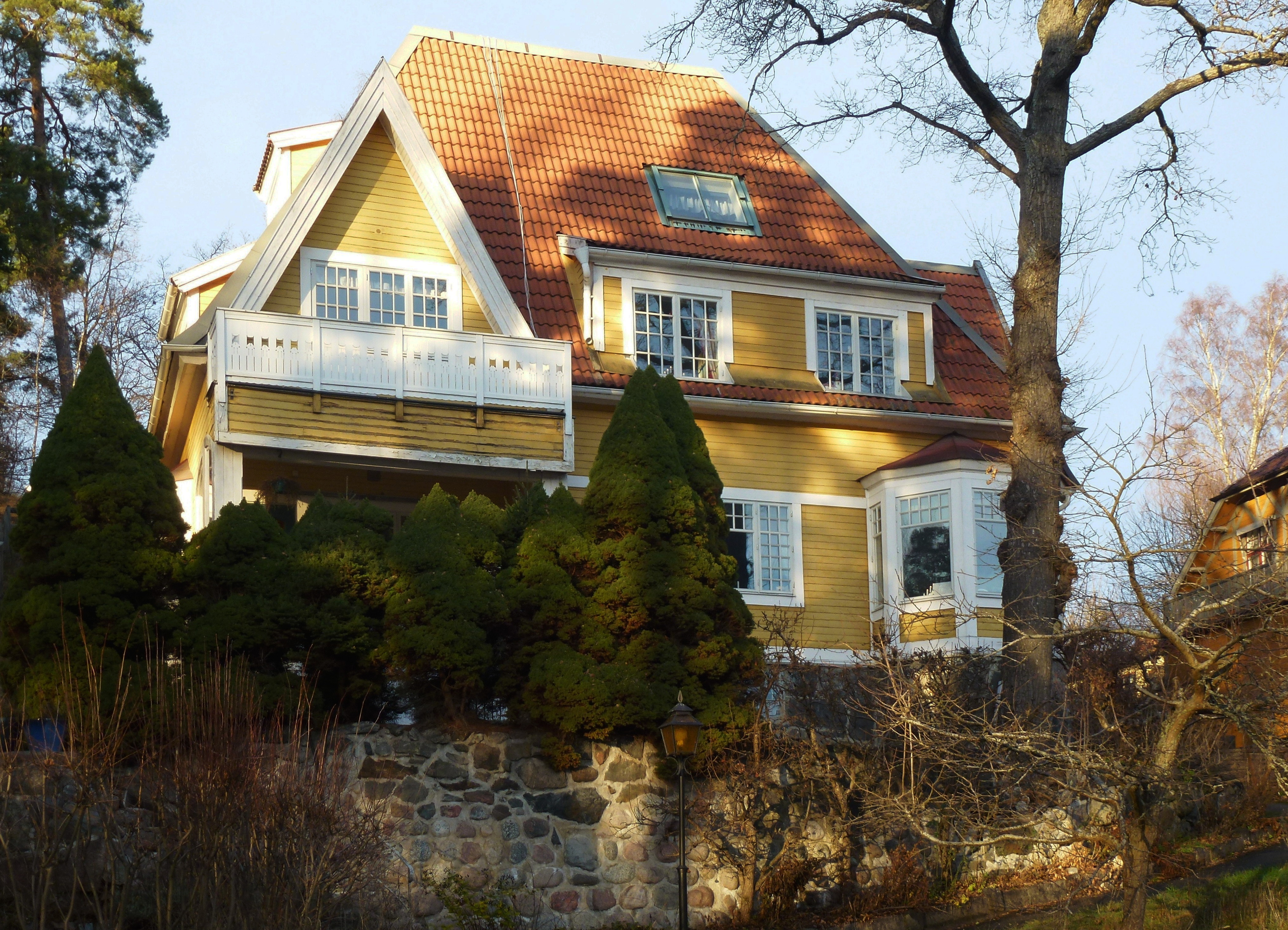
Villa Gadd i Storängen.
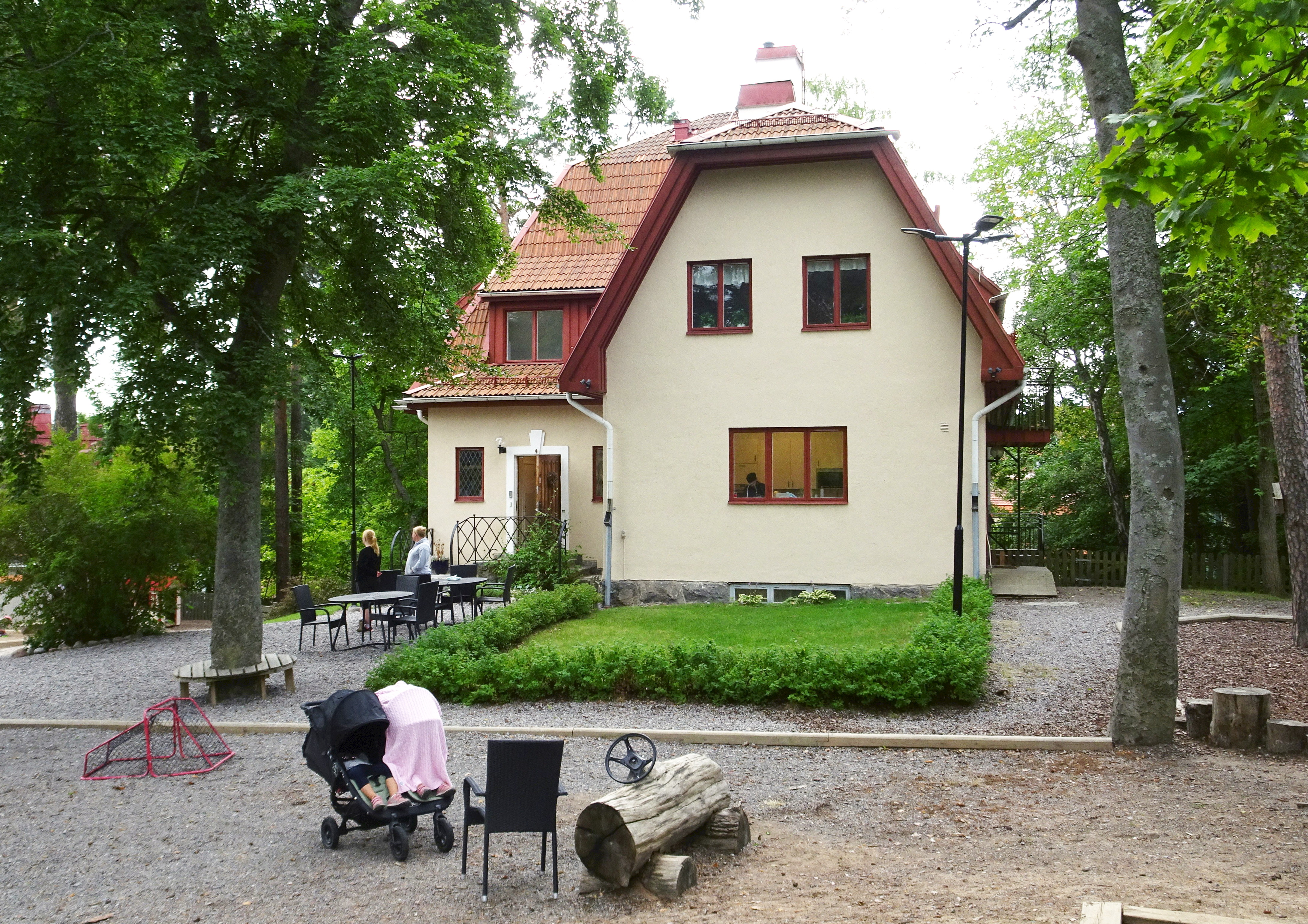
Villa i kvarteret Holmia, Lidingö.
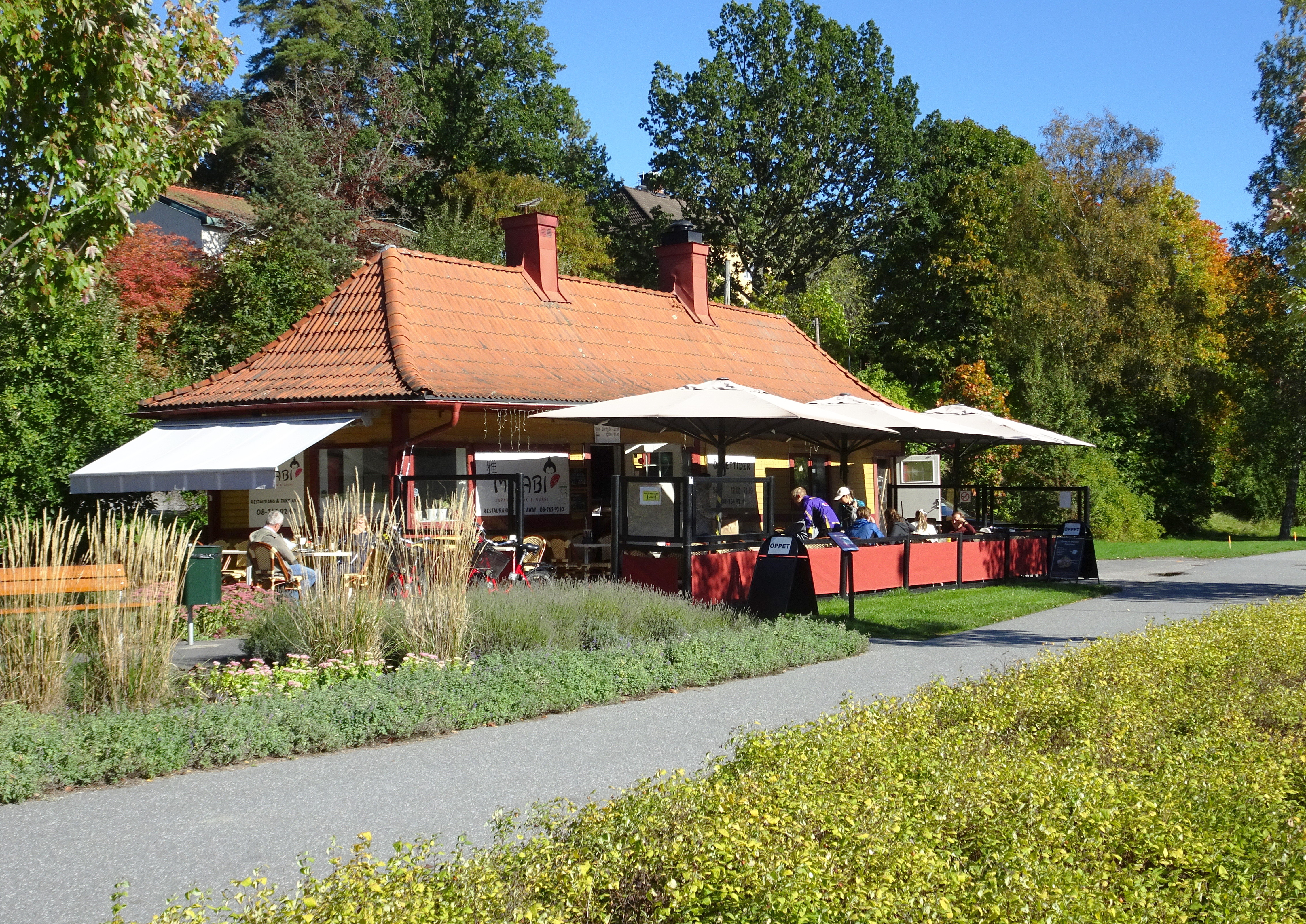
Stationshuset Hersbyholm, Norra Lidingöbanan.